# Svodín
Svodín es un municipio del distrito de Nové Zámky en la región de Nitra, Eslovaquia, con una población estimada a final del año 2024 de 2354 habitantes.
Se encuentra ubicado al sur de la región, cerca de los ríos Nitra y Hron (cuenca hidrográfica del Danubio) y de la frontera con Hungría.

## Demografía
| Año        | 1994 | 2004    | 2014    | 2024    |
| ---------- | ---- | ------- | ------- | ------- |
| Población  | 2634 | 2630    | 2517    | 2354    |
| Diferencia |      | −0,15 % | −4,29 % | −6,47 % |

| Año        | 2023 | 2024    |
| ---------- | ---- | ------- |
| Población  | 2370 | 2354    |
| Diferencia |      | −0,67 % |